# Crispin Dickson Wendenius
John Crispin Dickson Wendenius, född Dickson 29 oktober 1975 i Stockholm, är en svensk barnskådespelare som spelat i filmer byggda på Astrid Lindgrens böcker. Han spelade Lasse i Alla vi barn i Bullerbyn. Han är äldre bror till Chelsie Bell Dickson som spelade Lina i tv-serien Svensson, Svensson.

## Filmografi
- 1986 – Alla vi barn i Bullerbyn
- 1987 – Mio min Mio (Röst)
- 1987 – Mer om oss barn i Bullerbyn